# Liste der Nummer-eins-Hits in den Cash Box Charts (1960)
Diese Liste enthält alle Nummer-eins-Hits in den amerikanischen Cash Box Charts im Jahr 1960. Es gab in diesem Jahr 16 Nummer-eins-Singles.
| Singles |
| --- |
| - Guy Mitchell – Heartaches by the Number - 2 Wochen (19. Dezember 1959 – 1. Januar 1960) - Frankie Avalon – Why - 3 Wochen (2. Januar – 22. Januar) - Johnny Preston – Running Bear - 3 Wochen (23. Januar – 12. Februar) - Mark Dinning – Teen Angel - 2 Wochen (13. Februar – 26. Februar) - Percy Faith & Orchestra – Theme from "A Summer Place" - 8 Wochen (27. Februar – 22. April) - Elvis Presley – Stuck on You - 4 Wochen (23. April – 20. Mai) - Everly Brothers – Cathy’s Clown - 5 Wochen (21. Mai – 24. Juni) - Connie Francis – Everybody’s Somebody’s Fool - 3 Wochen (25. Juni – 15. Juli) - The Hollywood Argyles / Dante and the Evergreens – Alley-Oop - 1 Woche (16. Juli – 22. Juli) - Brenda Lee – I’m Sorry - 2 Wochen (23. Juli – 5. August) - Brian Hyland – Itsy Bitsy Teenie Weenie Yellow Polka Dot Bikini - 1 Woche (6. August – 12. August) - Elvis Presley – It’s Now or Never - 4 Wochen (13. August – 9. September) - Chubby Checker – The Twist - 4 Wochen (10. September – 7. Oktober, insgesamt 8 Wochen; → 1962) - Connie Francis – My Heart Has a Mind of Its Own - 1 Woche (8. Oktober – 14. Oktober) - The Drifters – Save the Last Dance for Me - 6 Wochen (15. Oktober – 25. November) - Elvis Presley – Are You Lonesome Tonight? - 6 Wochen (26. November 1960 – 6. Januar 1961) |